# Egeralja
Egeralja je vas na Madžarskem, ki upravno spada pod podregijo Ajkai Županije Veszprém.